# Cecil McMaster
Cecil McMaster, född 5 juni 1895 i Port Elizabeth i Östra Kapprovinsen, död 11 september 1981 i Germiston i Gauteng, var en sydafrikansk friidrottare.
McMaster blev olympisk bronsmedaljör på 10 kilometer gång vid sommarspelen 1924 i Paris.